# Fares Jumaa
Fares Jumaa Al Saadi, plus couramment appelé Fares Jumaa, né le 30 décembre 1988 à Al-Aïn aux Émirats arabes unis, est un footballeur international émirati, qui évolue au poste de défenseur central.

## Biographie

### Carrière en club
Avec les clubs d'Al-Aïn et d'Al-Jazira, il dispute de nombreux matchs en Ligue des champions d'Asie. Avec l'équipe d'Al-Aïn, il joue les demi-finales de cette compétition en 2014, face au club saoudien d'Al Hilal.
En décembre 2017, il participe à la Coupe du monde des clubs organisée aux Émirats arabes unis. Il joue quatre matchs lors de cette compétition, qui voit son club d'Al-Jazira terminer quatrième du tournoi.

### Carrière en sélection
Il reçoit sa première sélection en équipe des Émirats arabes unis le 19 mars 2008, en amical contre Oman (score : 1-1).
Il dispute ensuite neuf matchs rentrant dans le cadre des éliminatoires du mondial 2010. Le 29 mai 2010, il ouvre son compteur but en équipe nationale, avec une réalisation en amical contre la Moldavie (victoire 2-3).
En janvier 2009, il participe à sa première Coupe du Golfe des nations. Lors de cette compétition, il joue deux matchs. Il participe ensuite de nouveau à la Coupe du Golfe des nations en fin d'année 2010. Il joue quatre matchs lors de ce tournoi, et inscrit à cette occasion son second but en équipe nationale, face au Bahreïn. Les joueurs émiratis s'inclinent en demi-finale face à l'Arabie saoudite.
Il est ensuite retenu par le sélectionneur Srečko Katanec afin de participer à la Coupe d'Asie des nations 2011, organisée au Qatar. Lors de cette compétition, il doit se contenter du banc des remplaçants.
Il dispute ensuite trois rencontres rentrant dans le cadre des éliminatoires du mondial 2014, puis prend part encore une nouvelle fois la Coupe du Golfe des nations, en fin d'année 2017, disputant deux matchs. Les joueurs émiratis s'inclinent en finale face à l'équipe d'Oman, avec Fares Juma sur le banc des remplaçants.
En janvier 2019, il est retenu par le sélectionneur Alberto Zaccheroni afin de participer une nouvelle fois à la Coupe d'Asie des nations, organisée cette fois-ci dans son pays natal. Il joue quatre matchs lors de ce tournoi, qui voit les joueurs émiratis s'incliner en demi-finale face au Qatar.

## Palmarès

### En équipe nationale
- Finaliste de la Coupe du Golfe des nations en 2017 avec l'équipe des Émirats arabes unis

### En club
- Champion des Émirats arabes unis en 2012, 2013 et 2015 avec Al-Aïn ; en 2017 avec Al-Jazira
- Vainqueur de la Coupe des Émirats arabes unis en 2009 et 2014 avec Al-Aïn ; en 2016 avec Al-Jazira
- Vainqueur de la Supercoupe des Émirats arabes unis en 2009, 2012 et 2015 avec Al-Aïn
- Finaliste de la Supercoupe des Émirats arabes unis en 2013 et 2014 avec Al-Aïn ; en 2016 et 2017 avec Al-Jazira